# Selección de rugby playa de Venezuela
La selección de rugby playa de Venezuela es el representativo de dicho país en las competencias internacionales oficiales de rugby desarrolladas en playa.

## Participación en copas

### Juegos Suramericanos
- Punta del Este y Montevideo 2009: 6º puesto
- Manta 2011: 6º puesto
- La Guaira 2014: 2º puesto
- Rosario 2019: 3º puesto [1]
- Santa Marta 2023: 4º puesto

### Juegos Bolivarianos de Playa
- Lima 2012: 4º puesto
- Huanchaco 2014: 2º puesto
- Iquique 2016: 2º puesto [2]

## Palmarés
- Juegos Bolivarianos de Playa: 
  -  Medalla de plata: 2014, 2016

- Juegos Suramericanos: 
  -  Medalla de plata: 2014
  -  Medalla de bronce: 2019